# 蒙塔克站
蒙托克站（Montauk station）是長島鐵路蒙塔克支线的终点站，也是長島和纽约州最东端的鐵路車站。该车站位于美國纽约州蒙托克。蒙塔克站始建於1895年，1907年拆除，20年后重建，但在第二次世界大战期间遭到廢棄，車站建築保留。1942年，蒙塔克站異地重建。2004年則是第四度重建，1942年重建的建築仍舊保留。